# سنان بن عليان
سنان بن عليان أو سنان بن البنا (نشط في 992 - 1028 م)، المعروف أيضًا بلقبه الشرفي صمصام الدولة. كان أميرًا بارزًا لقبيلة بني كلب في سوريا في عهد الفاطميين في وقت مبكر. كان حليفًا للفاطميين في عدة حملات، حتى ثار عليهم بالتحالف مع زعماء القبائل العربية من طيء وكلاب في عام 1025. حاول سنان الاستيلاء على دمشق من حاكمها الفاطمي، لكنه توفي في عام 1028. وعاد ابن أخيه رافع بن أبي الليل إلى التحالف مع الفاطميين ضد طيء وكلاب.

## أمير بني كلب
كان الأخ المحتمل لسنان، والذي يشار إليه باسم "ابن عليان العدوي" في المصادر، قائدًا لعشيرة بني عدي من بني كلب في جيش سيف الدولة (حكم. 945–967 م) في حملة ضد البيزنطيين. وفي وقت لاحق، عندما غزت الخلافة الفاطمية الشام لأول مرة في عام 970، أسر ابن عليان زعيم الأحداث (الميليشيا الحضرية) الموالي للعباسيين في دمشق، ابن أبي يعلى، في الأراضي الكلبية في تدمر. وفي مقابل مكافأة قدرها مائة ألف درهم، أرسله ابن عليان إلى القائد الفاطمي في دمشق جعفر بن فلاح، في تشرين الثاني 970. كانت هذه الخطوة بمثابة بداية لعلاقة دامت قرنًا من الزمان بين بني كلب والفاطميين المقيمين في مصر.
يظهر سنان في السجل التاريخي عام 992 عندما انضم على رأس بني كلب، ومفرج بن دغفل بن الجراح، على رأس بني طيء، إلى قوات القائد الفاطمي التركي مانجوتاكين خلال حرب الأخير ضد الفصيل العسكري المنافس لمانجوتاكين من قائد كتامة البربر الحسن بن عمار. خاض الطرفان مناوشة في رفح تلتها معركة حاسمة في عسقلان حيث انشق سنان ومفرج إلى جانب كتاما وهُزم مانجوتكين وهرب.
وفي عام 1016، قاد سنان ومفرج رجال قبيلتيهما مرة أخرى في خدمة الفاطميين، وهذه المرة بتوجيهات من الخليفة الحاكم (حكم. 996–1021 م)، ضد قائد المتمردين في حلب، فتح القلعي، وزعيم بني كلاب صالح بن مرداس.

### حصار دمشق
نحو نهاية حكم الحاكم أو بداية عهد الخليفة الظاهر (حكم 1021–1036)، دخل سنان وصهره حسن ابن مفرج في اتفاق مع صالح بن مرداس، بموجبه يقسمون قبائلهم أرض سوريا الفاطمية بينهم، حيث يتولى سنان، بصفته قائد قبيلة كلب، السيطرة على دمشق. وقد بُطل هذا الاتفاق في البداية بعد تصالحهم مع الفاطميين، لكنه تجدد مرة أخرى عام 1024 عقب تجدد ثورة الطائيين في فلسطين. زار سنان وحسن معسكر صالح خارج حلب، حيث انطلق الثلاثة في حربهم معًا.
بحلول أكتوبر من عام 1024، شرعت قبيلة كلب تحت قيادة سنان في حصار دمشق، في حين استولى الطائيون على الرملة، عاصمة فلسطين، وكانت قبيلة كلب الأخرى تحاصر حلب. واجهت قبيلة كلب مقاومة شديدة من المدافعين عن دمشق، الذين تألفوا من الحامية الفاطمية بقيادة الحاكم ابن حمدان، والميليشيا المحلية تحت قيادة أبو يعلاء ابن أبي الجِنّ. هذا الأخير قد تصالح مع الفاطميين والسكان الدمشقيين، ونظم دفاع المدينة بحيث تتناوب كل جهة مدافعة في القتال أياماً بالتناوب. وقد دعم كلب سنان في البداية بثلاثة آلاف مقاتل تحت قيادة صالح بن مرداس، ولاحقًا، بعد نهب الطائيين للرملة، انضم إليهم المزيد من فرسان البدو.
على الرغم من أن وصول تعزيزات من قبيلتي كلب والطائي زاد من الضغط على قدرات المدافعين، إلا أن سكان دمشق تحت قيادة ابن أبي الجِنّ رفضوا عرض سنان بفك الحصار مقابل دفع ثلاثين ألف دينار، خوفًا من أن لا يلتزم البدو بهذا الاتفاق. كان للبدو ميزة القدرة على شن هجمات سريعة ثم الانسحاب إلى السهول لتفادي الملاحقة. قاموا بتدمير واحة الغوطة حول دمشق وأراضي المروج التي تحيط بالغوطة. الفلاحون في هذه المناطق، الذين لم يُذبحوا، فرّوا بحثًا عن الأمان خلف أسوار المدينة وانضموا إلى الدفاع. ركز البدو بشكل رئيسي على نهب مخازن الحبوب وتكبدوا خسائر فادحة، حيث فقدت قبيلة كلب نحو مئتي رجل وأصيب سنان بسهم. تفاوض شيوخ كلب وسكان دمشق على هدنة، لكن بعد أن وبخ حسن سنان، استأنفت القبيلة الحصار. دارت معظم المعارك في داريا التي تعرضت لدمار كبير، وتمكن سكان دمشق من إعادة ترميم دفاعات مدينتهم. بحلول أوائل عام 1025، كان سكان دمشق قد صدّوا سنان، الذي يبدو أنه تخلى عن مخططاته للاستيلاء على المدينة، بعدما استولى الطائيون والكلاب على أهدافهم، الرملة وحلب على التوالي.

## الوفاة والخلافة والأحفاد
وفي عام 1028 توفي سنان، ونتيجة لذلك ضعف التحالف الثلاثي بين القبائل العربية في كل الشام. وخلفه في الخلافة ابن أخيه رافع بن أبي الليل، فانشق عن بني كلب وانضم إلى الفاطميين. لعب دورًا رائدًا في الهزيمة اللاحقة لقبيلة طيء وكلاب على يد القائد الفاطمي أنشتكين الدزبري في معركة الأقحوانة عام 1029.
في عام 1069، قاد مسمار بن سنان، الذي كان آنذاك زعيمًا لبني كلب، حصارًا فاشلًا لدمشق دعمًا لفصيل محلي كان مستعدًا ضد حامية الفاطميين. ويُنسب إلى عز الدين حسن بن مسمار، تأسيس قلعة صلخد، حسب نقش. في القرن الثاني عشر، ذُكر أمير من أبناء الحسن، باعتباره مشاركًا في مناظرة لاهوتية حول مدرسة الأشاعرة الفكرية.

## فهرس
- Bianquis, Thierry (1986). Damas et la Syrie sous la domination fatimide (359-468/969-1076): essai d'interprétation de chroniques arabes médiévales. Tome premier (بالفرنسية). Damascus: Institut français de Damas. ISBN:978-2-35159130-7. Archived from the original on 2023-10-24.
- Bianquis, Thierry (1989). Damas et la Syrie sous la domination fatimide (359-468/969-1076): essai d'interprétation de chroniques arabes médiévales. Deuxième tome (بالفرنسية). Damascus: Institut français de Damas. ISBN:978-2-35159131-4. Archived from the original on 2023-07-13.
- Zakkar، Suhayl (1971). The Emirate of Aleppo: 1004–1094. Beirut: Dar al-Amanah. OCLC:759803726.